# Steven Elm
Steven Elm (Red Deer, Alberta, 12 augustus 1975) is een Canadese langebaanschaatser woonachtig in Calgary. Vanaf het seizoen 1997-1998 maakt hij deel uit van het nationale team langebaanschaatsen.
Steven Elm heeft aan drie Olympische Spelen meegedaan. In 2006 in Turijn won hij met zijn team een zilveren medaille bij de heren-achtervolging. Zijn teamgenoten waren Arne Dankers en Denny Morrison.
Elm was van maart 1999 tot augustus 2000 in het bezit van het wereldrecord op de 3000 meter.
Steven Elm nam van 1999 tot en met 2008 tien opeenvolgende keren mee aan het Continentaal kampioenschap van Noord-Amerika & Oceanië (het kwalificatietoernooi voor de WK Allround). In 2008 behaalde hij hier zijn hoogste positie, hij werd tweede, na eerder in 2000, 2002, 2005, 2006 en 2007 al derde te zijn geworden. In 1998 maakte hij zijn debuut op het WK Allround. Via het kwalificatietoernooi zou hij zich nog negen keer kwalificeren voor het WK Allround. Alleen in 1998 en 1999 wist hij zich hier te plaatsen voor de vierde afsluitende afstand.

## Records

### Persoonlijke records
| Afstand      | Tijd     | Datum            | Baan           |
| ------------ | -------- | ---------------- | -------------- |
| 500 meter    | 35,81    | 18 maart 2006    | Calgary        |
| 1000 meter   | 1.08,60  | 11 november 2007 | Salt Lake City |
| 1500 meter   | 1.44,22  | 9 november 2007  | Salt Lake City |
| 3000 meter   | 3.43,48  | 29 oktober 2005  | Calgary        |
| 5000 meter   | 6.22,79  | 13 november 2005 | Calgary        |
| 10.000 meter | 13.36,25 | 31 december 2006 | Calgary        |

### Wereldrecords
| Nr. | Afstand         | Tijd     | Datum            | Baan    |
| --- | --------------- | -------- | ---------------- | ------- |
| 1.  | Kleine vierkamp | 152,043  | 29 november 1998 | Calgary |
| 2.  | 3000 meter      | 3.45,23  | 19 maart 1999    | Calgary |
| 3.  | 3000 meter      | 3.43,76  | 17 maart 2000    | Calgary |
| 4.  | Achtervolging   | 3.39,69* | 12 november 2005 | Calgary |

* samen met Arne Dankers en Denny Morrison

## Resultaten
| Jaar | CK N-Amerika | Olympische Spelen                                 | Wereld Beker                   | WK Afstanden                         | WK Allround | WK Junioren |
| ---- | ------------ | ------------------------------------------------- | ------------------------------ | ------------------------------------ | ----------- | ----------- |
| 1994 |              |                                                   |                                |                                      |             | NC29        |
| 1995 |              |                                                   |                                |                                      |             |             |
| 1996 |              |                                                   | 39e 5k/10k                     |                                      |             |             |
| 1997 |              |                                                   | 32e 1000m 32e 1500m            |                                      |             |             |
| 1998 |              | 25e 1500m 23e 5000m                               | 31e 1500m 14e 5k/10k           | 10e 1500m 8e 5000m 8e 10.000m        | 10e         |             |
| 1999 | 6e           |                                                   | 16e 1500m 26e 5k/10k           | 5e 1500m 13e 5000m 12e 10.000m       | 11e         |             |
| 2000 | Brons        |                                                   | 15e 1500m 11e 5k/10k           | 9e 1500m 22e 5000m                   | NC17        |             |
| 2001 | NS4          |                                                   | 21e 1500m 31e 5k/10k           |                                      |             |             |
| 2002 | Brons        | 18e 1500m 23e 5000m                               | 18e 1500m 30e 5k/10k           |                                      | NC15        |             |
| 2003 | 4e           |                                                   | 13e 1500m 39e 5k/10k           | 15e 1500m                            | NC23        |             |
| 2004 | 9e           |                                                   | 24e 1500m                      | 12e 1500m                            | NC18        |             |
| 2005 | Brons        |                                                   | 32e 1000m 25e 1500m            | 20e 1000m 16e 1500m 5e achtervolging | NS3         |             |
| 2006 | Brons        | 29e 1000m · 12e 1500m · 22e 5000m · achtervolging | 53e 1000m 13e 1500m 35e 5k/10k |                                      | NC13        |             |
| 2007 | Brons        |                                                   |                                | 13e 5000m                            | NC13        |             |
| 2008 | Zilver       |                                                   |                                | 8e 1500m 13e 5000m 4e achtervolging  | NC17        |             |
| 2009 | Brons        |                                                   |                                | 16e 1500m 20e 5000m                  | NC15        |             |
| 2010 | 4e           |                                                   |                                |                                      |             |             |

- = geen deelname
NC# = niet gekwalificeerd voor de laatste afstand, maar wel als # geklasseerd in de eindrangschikking
NS# = niet gestart op afstand #

### Medaillespiegel
| Kampioenschap     | Goud · | Zilver · | Brons · |
| ----------------- | ------ | -------- | ------- |
| CK N-Amerika      | 0      | 1        | 6       |
| Olympische Spelen | 0      | 1        | 0       |